# Arçonnay
Arçonnay é uma comuna francesa na região administrativa do País do Loire, no departamento de Sarthe. Estende-se por uma área de 7.85 km². Em 2010 a comuna tinha 2 105 habitantes (densidade: 268,2 hab./km²).